# Ekseption (album)
Ekseption je debitantski studijski album nizozemske skupine Ekseption. Album vsebuje predelave nekaterih klasičnih skladb in avtorske skladbe. Skladba »The Fifth« je izvorno izšla kot single. Uvrstila se je na lestvico 10 najboljših singlov, kjer je ostala sedem tednov.

## Seznam skladb
| A stran | A stran                                   | A stran |
| Št.     | Naslov                                    | Dolžina |
| ------- | ----------------------------------------- | ------- |
| 1.      | „The 5th‟ (Ludwig van Beethoven)          | 3:25    |
| 2.      | „Dharma for One‟ (I. Anderson, C. Bunker) | 3:28    |
| 3.      | „Little X Plus‟ (Ekseption)               | 3:31    |
| 4.      | „Sabre Dance‟ (Aram Iljič Hačaturjan)     | 3:47    |
| 5.      | „Air‟ (Johann Sebastian Bach)             | 2:50    |

| B stran | B stran                                       | B stran |
| Št.     | Naslov                                        | Dolžina |
| ------- | --------------------------------------------- | ------- |
| 1.      | „Ritual Fire Dance‟ (Manuel de Falla)         | 2:15    |
| 2.      | „Rhapsody in Blue‟ (George Gershwin)          | 4:00    |
| 3.      | „This Here‟ (Bobby Timmons/Jon Hendricks)     | 4:12    |
| 4.      | „Dance Macabre Opus 40‟ (Camille Saint-Saëns) | 2:21    |
| 5.      | „Canvas‟ (Brian Bennett)                      | 2:28    |

## Zasedba
Ekseption
- Peter de Leeuwe – bobni, vokal
- Cor Dekker – kitara, bas kitara
- Huib van Kampen – saksofon, kitara
- Rick van der Linden – klaviature
- Rob Kruisman – saksofon, flavta, kitara
- Rein van den Broek – trobenta